# 康佩廷鎮區 (愛荷華州瓦佩洛縣)
康佩廷鎮區（英語：Competine Township）是位於美國愛荷華州瓦佩洛縣的一個行政鎮區。

## 地方資料
根據2010年美國人口普查的數據，康佩廷鎮區的面積為93.70平方千米，當中陸地面積為93.70平方千米，而水域面積為0.00平方千米。當地共有人口254人，而人口密度為每平方千米2.71人。